# Казанская улица (Санкт-Петербург)
Каза́нская у́лица — улица в Центральном и Адмиралтейском районах Санкт-Петербурга. Проходит от Невского проспекта до Фонарного переулка.

## История переименований
Улица возникла в 1720-х годах на месте Переведенской слободы. В слободе жили главным образом мастеровые, приписанные к Адмиралтейству, которые были переведены в столицу из различных мест России. С названием слободы и связано первое наименование улицы — Первая Переведенская (всего Переведенских улиц было шесть). В конце 1730-х годов улица стала называться Большая Мещанская улица, с 1750-х она называлась Казанской, по находящейся в её начале церкви Рождества Пресвятой Богородицы, которая в народе также называлась Казанской, в 1770-х — снова стала Большой Мещанской, наконец, в 1873 году снова стала называться Казанской, теперь уже по Казанскому собору.
В 1923 году улица была переименована в улицу Плеханова в память о видном деятеле русского и международного социалистического движения Г. В. Плеханове. Как повествует мемориальная доска на колоннаде Казанского собора, 6 декабря 1876 года на площади у собора состоялась первая политическая демонстрация рабочих, на которой Плеханов выступил с речью против самодержавия.
В 1998 году улице было возвращено название Казанская (несмотря на наличие другой Казанской улицы на Малой Охте). Мемориальная доска (с возвратом собора РПЦ) переместилась от колоннады через улицу в угол у Воронихинской решетки.

## Здания
- Дом № 1 (Невский пр., 25) — дом церковнослужителей Казанского собора, построенный в 1813 году по проекту архитектора В. П. Стасова в стиле позднего классицизма.

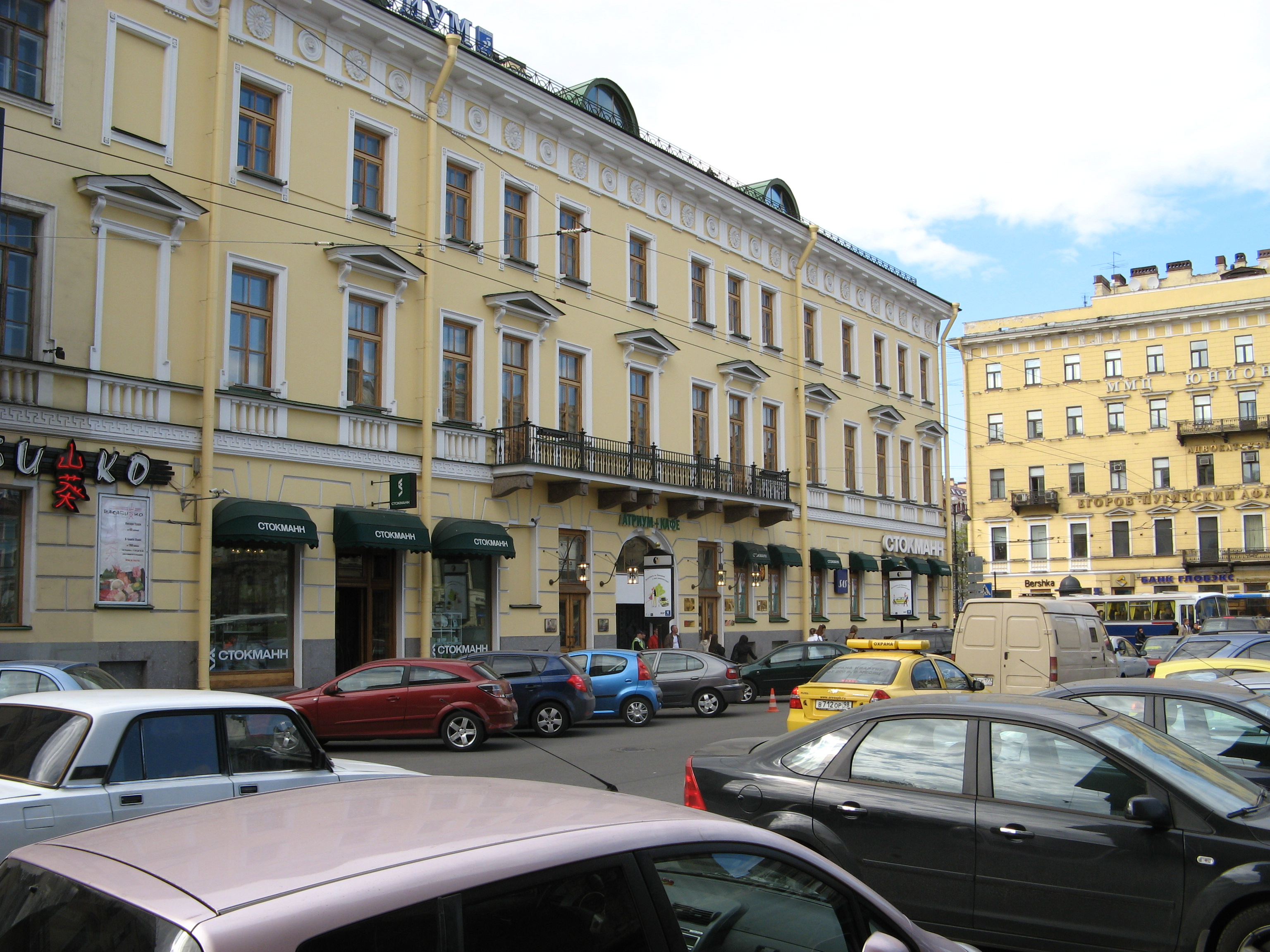
Казанская улица, 1

- Дом № 2  7831910000 — «дом Кохендерфера» (по фамилии владельца дома И. А. Кохендерфера), дом Общества для морского, речного, сухопутного страхования и страхования от огня «Волна». Построен в конце XVIII века, в дальнейшем его несколько раз расширяли и достраивали архитекторы П. М. Карлес, П. И. Габерцетель, Е. И. Гонцкевич, К. К. Кохендерфер. В сентябре 1846 года здесь жил Ф. М. Достоевский. В 1920-х годах в здании помещался Дом печати.

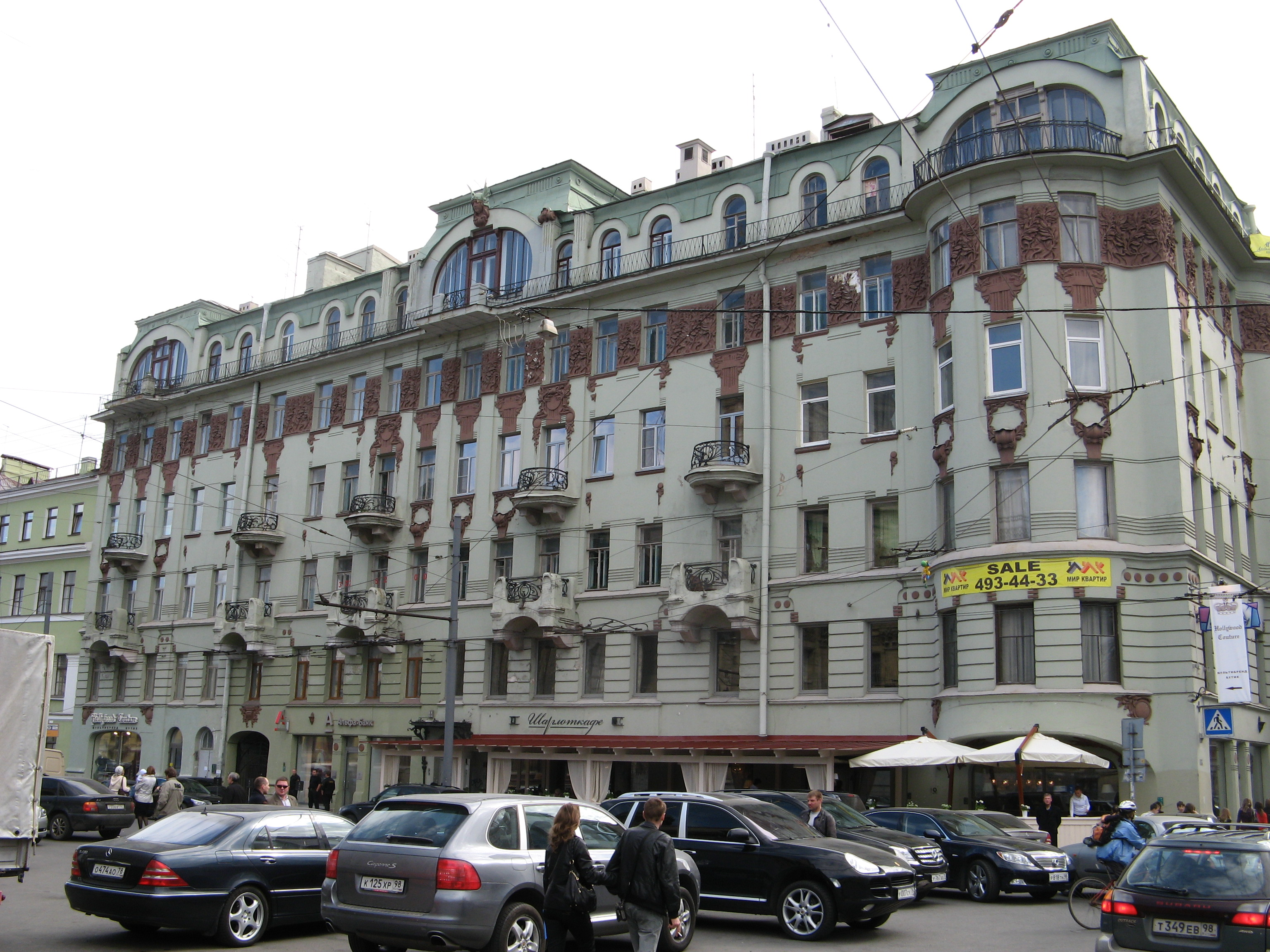
«Дом Кохендерфера» (Казанская улица, 2)

- Дом № 3 — построен в 1817 году для служебного корпуса Воспитательного дома. В 1849 году здесь жил А. И. Герцен, в конце 1923 — начале 1924 года — А. А. Ахматова.
- Дом № 4 — в этом доме в 1866 и 1868—1869 годах жил писатель Г. И. Успенский, в 1922—1923 годах — А. А. Ахматова.
- Дом № 5  7831911000 — доходный дом Ведомства учреждений императрицы Марии начала XIX в., перестроен в 1875—1876 гг., арх. Г. Г. Боссе.
- Дом № 7 ( 781610430840005) — здание, сооружённое в 1808—1810 годах по проекту архитектора Д. Кваренги для Опекунского совета. В здании также размещалось Ведомство учреждений императрицы Марии.

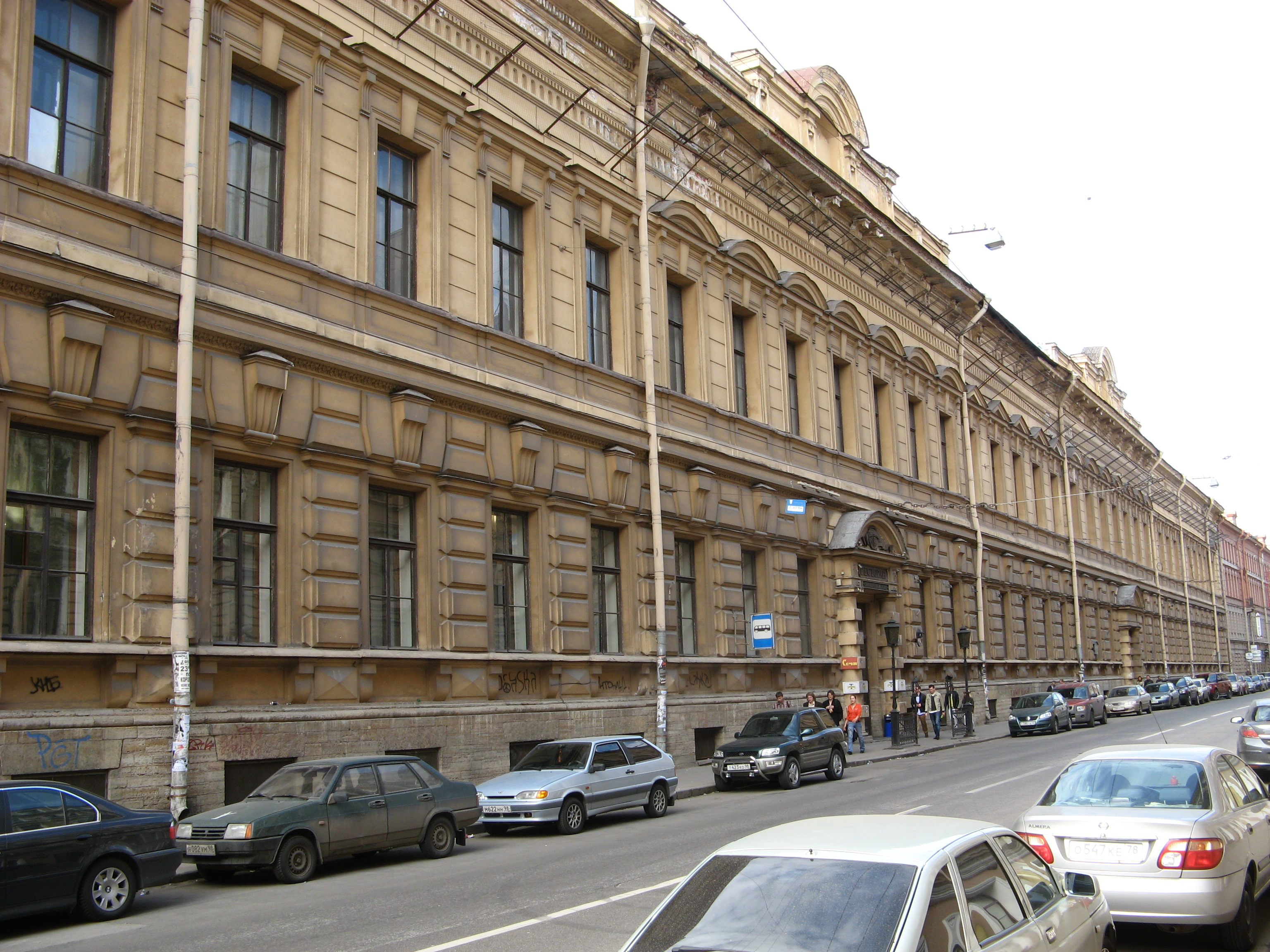
Здание Опекунского совета (Казанская улица, 7)

- Дом № 8-10 ( 781710785230006) — здесь в 1865 родился и жил до 1928 года композитор А. К. Глазунов. С 1936 года здесь проживал писатель Ю. Н. Тынянов.

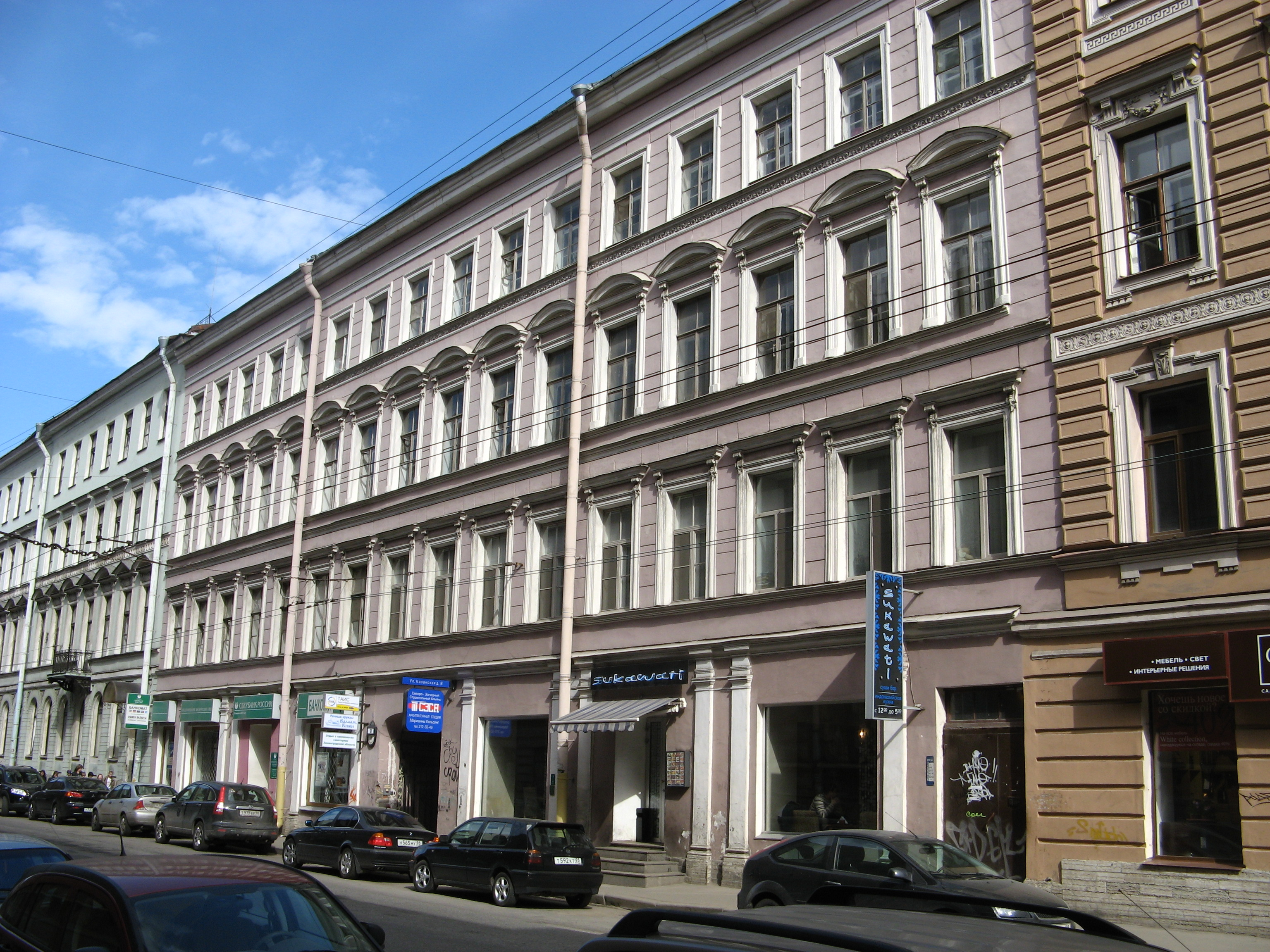
Казанская улица, 8

- Дом № 12 (наб. канала Грибоедова, 35) — дом, построенный в 1879 году (архитектор А. К. Кейзер) для владевшего участком Русского общества торговли аптекарскими товарами.
- Дом № 14 (наб. канала Грибоедова, 37) — «дом Роде» (по фамилии владельца в конце XIX века — коллежского асессора А. А. Роде), построен в 1784 году и впоследствии неоднократно перестраивался.

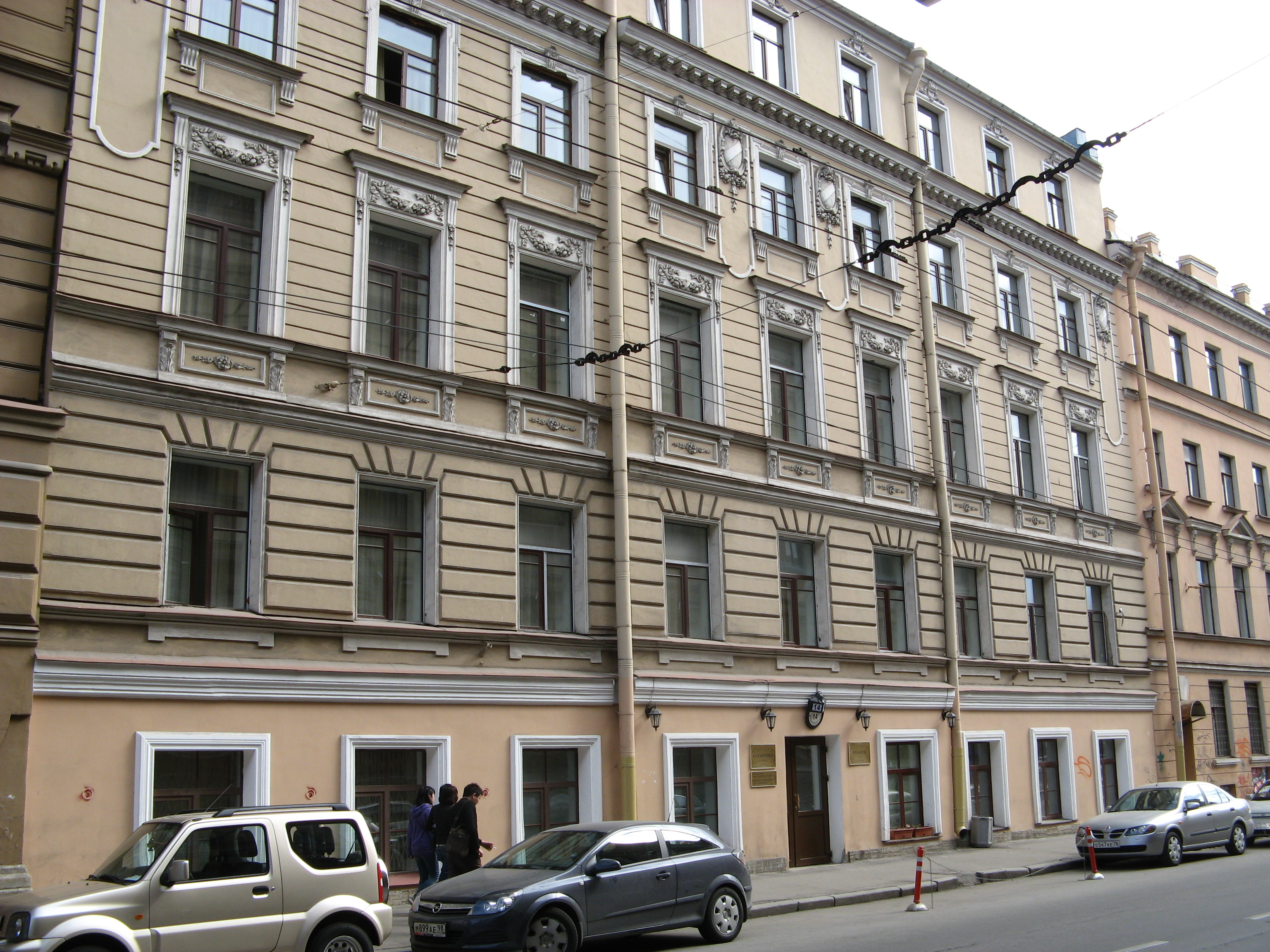
«Дом Роде» (Казанская улица, 14)

- Дом № 16 (наб. канала Грибоедова, 39)  7831912000 — «дом Шрейдера» или «дом Литвиновой» (по фамилиям владельцев дома), построен конце XVIII века, перестроен в 1847 году (архитектор И. И. Демин).

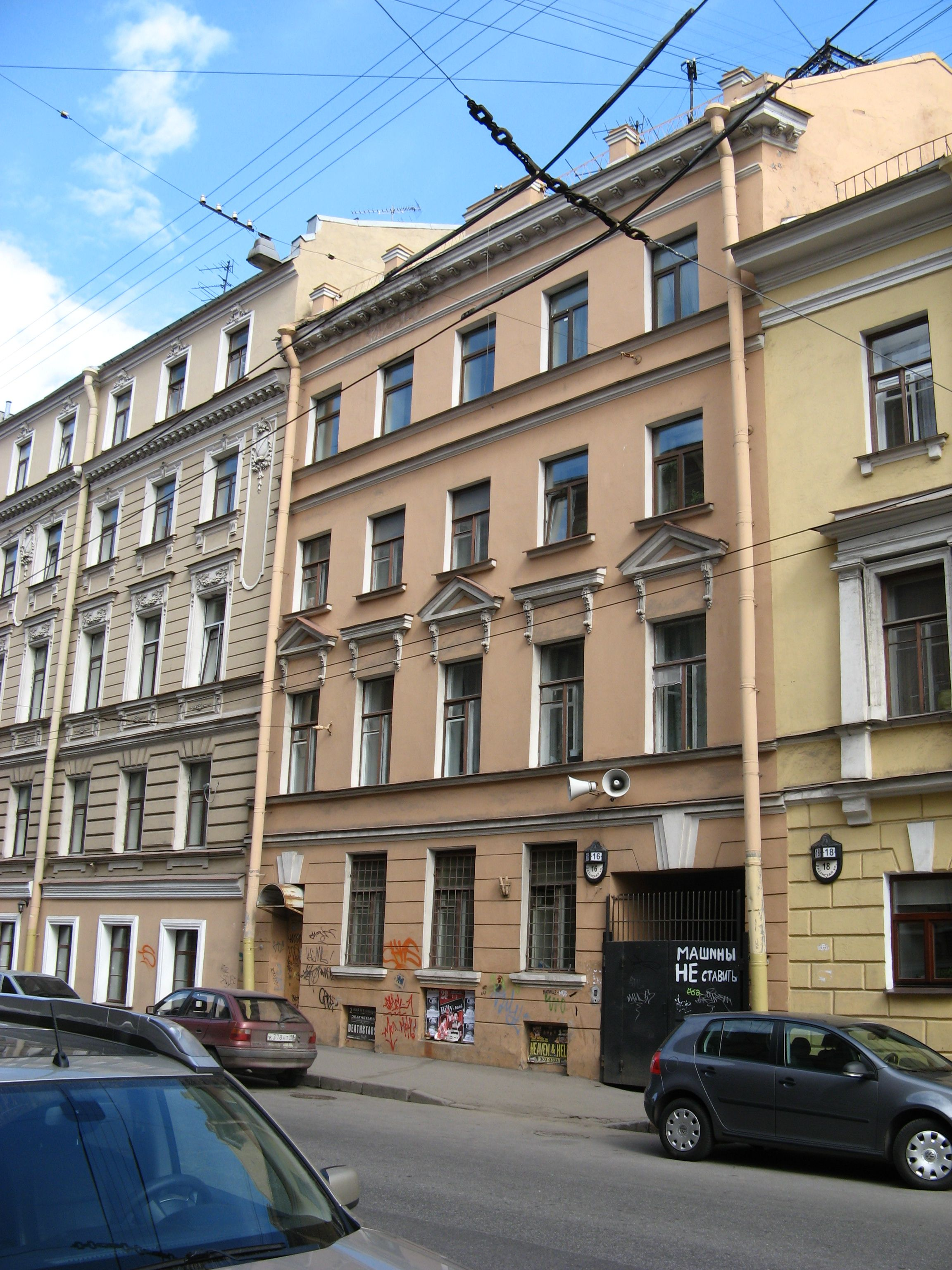
«Дом Шрейдера» (Казанская улица, 16)

- Дом № 18 (наб. канала Грибоедова, 41)  781610423410005 — «дом Варварина», «дом Шуппе», «дом Толчёнова», памятник архитектуры в стиле ампир. В 1802 году здесь приобрёл участок купец И. Ф. Варварин, для которого неизвестный архитектор возвёл трехэтажное здание с портиком из восьми ионических колонн и треугольным фронтоном. Колоннада здания видна с Невского проспекта, а левое крыло здания соединено с центральной частью под тупым углом. С ноября 1824 по январь 1825 годах здесь жил польский поэт А. Мицкевич, в 1835 году — выдающийся русский хирург Н. И. Пирогов, с июня 1841 по февраль 1842 года — композитор М. И. Глинка.

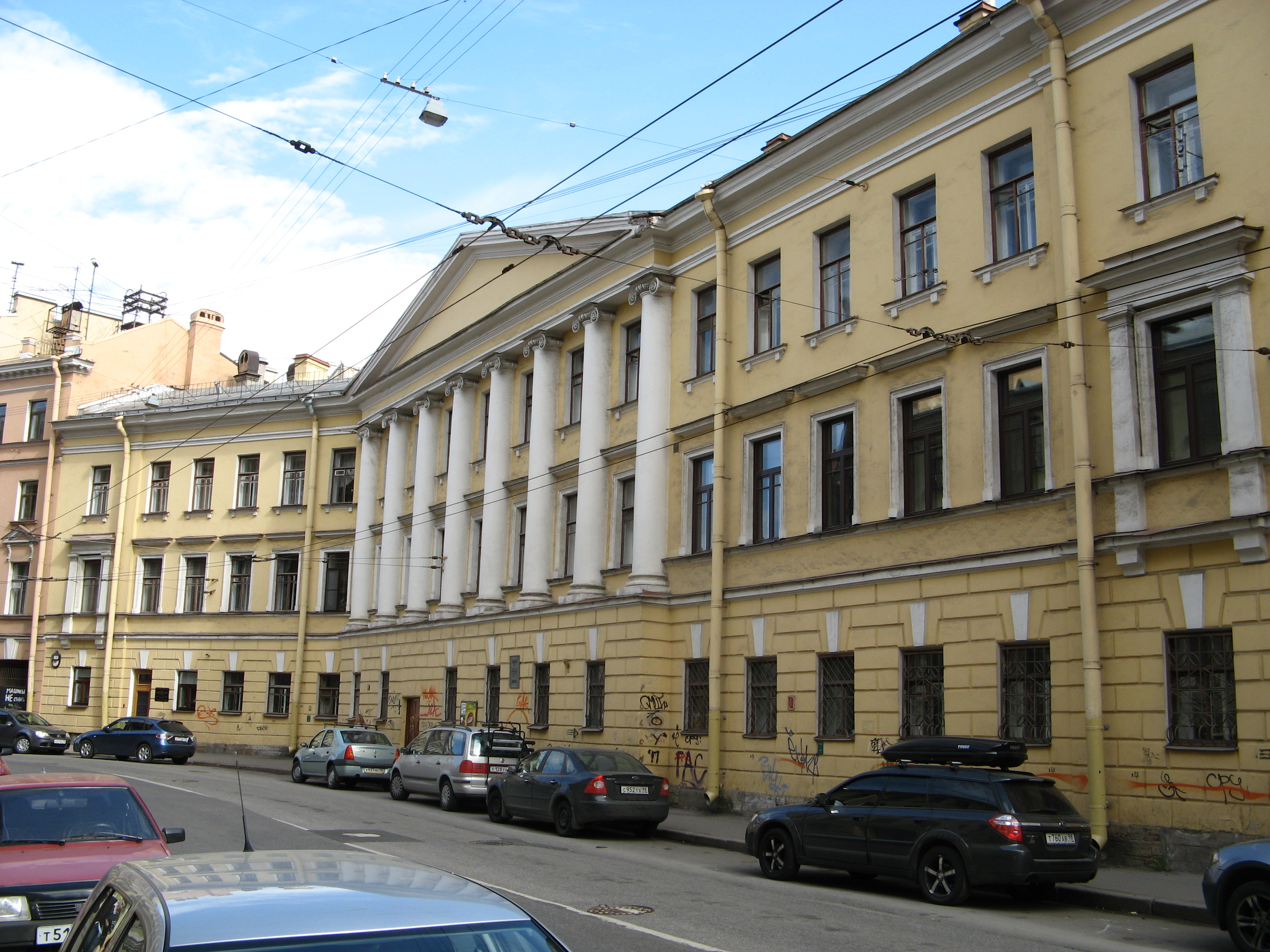
«Дом Шуппе» (Казанская улица, 18)

- Дом № 20 (наб. канала Грибоедова, 43) — здание построено в начале 1800-х годов. В 1818 году здесь жил поэт В. А. Жуковский, позднее — композитор М. П. Мусоргский.

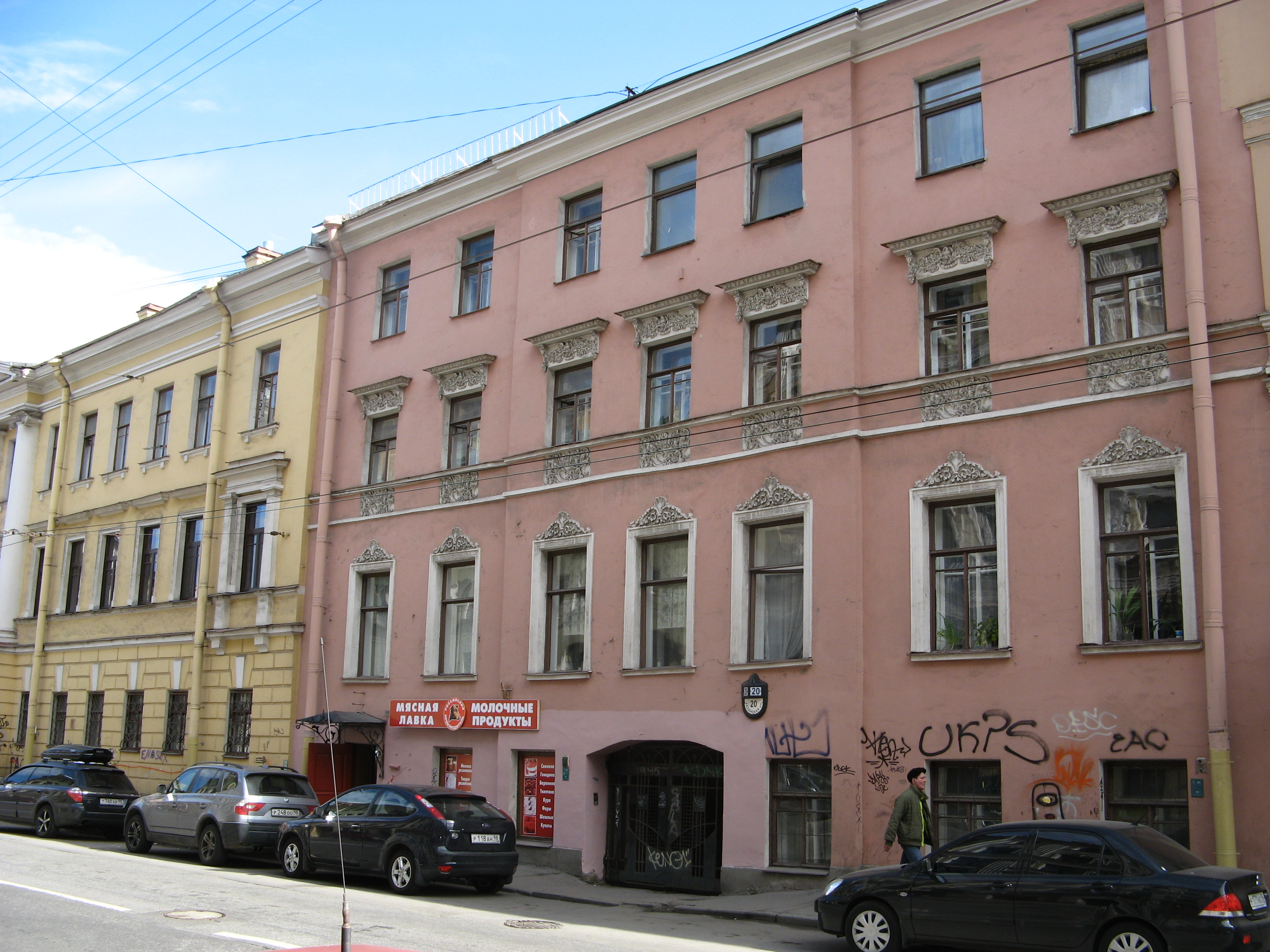
Казанская улица, 20

- Дом № 21 (Гороховая ул., 25) — «дом Штрауха», здание построено во второй половине XVIII века.

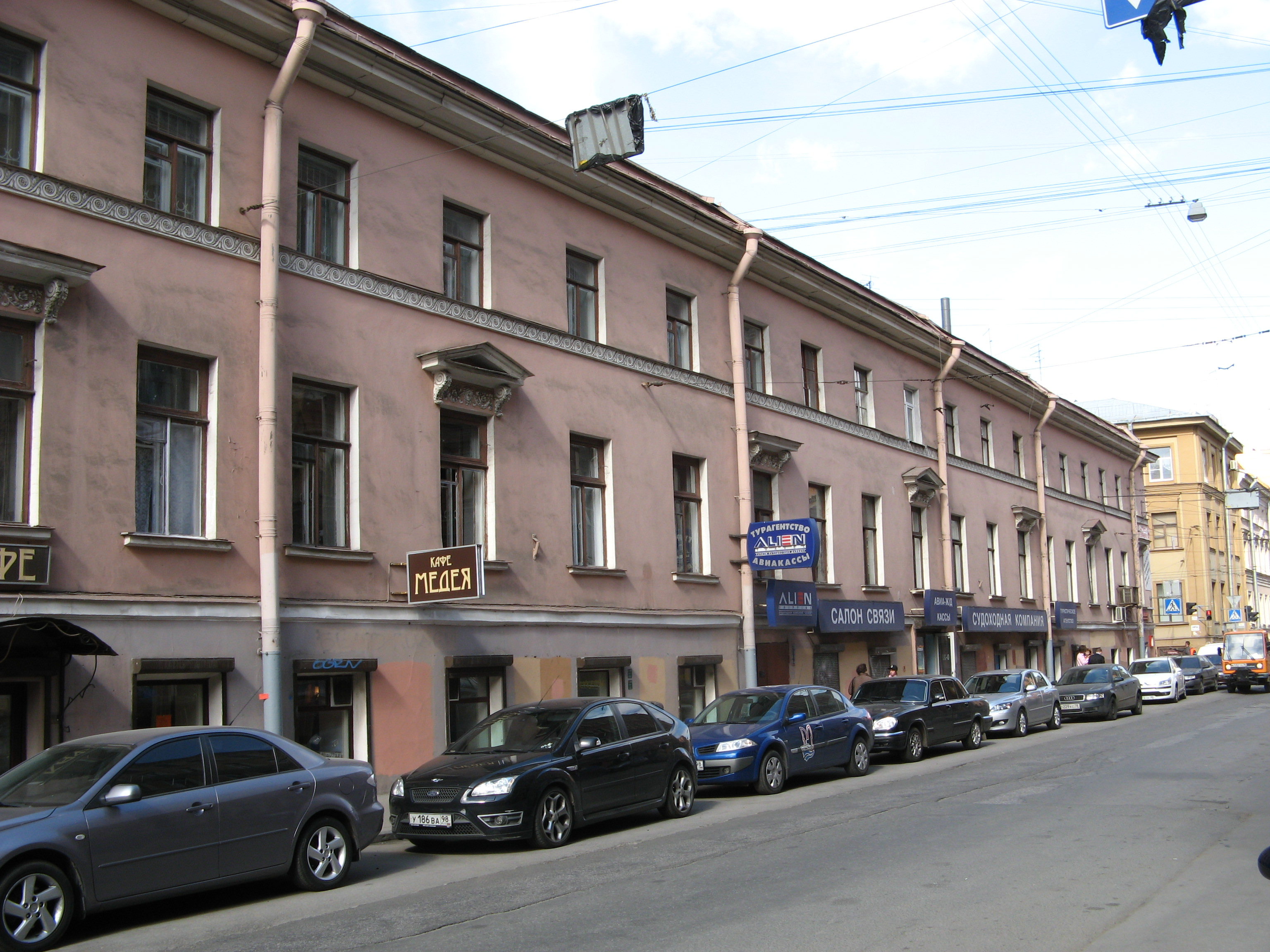
«Дом Штрауха» (Казанская улица, 21)

- Дом № 22 (наб. канала Грибоедова, 45) — «дом Бруни» (по фамилии владевшей домом с конца XIX века М. А. Бруни и её мужа — архитектора Ю. Ф. Бруни, перестроившего дом). Построен в начале 1800-х годов.

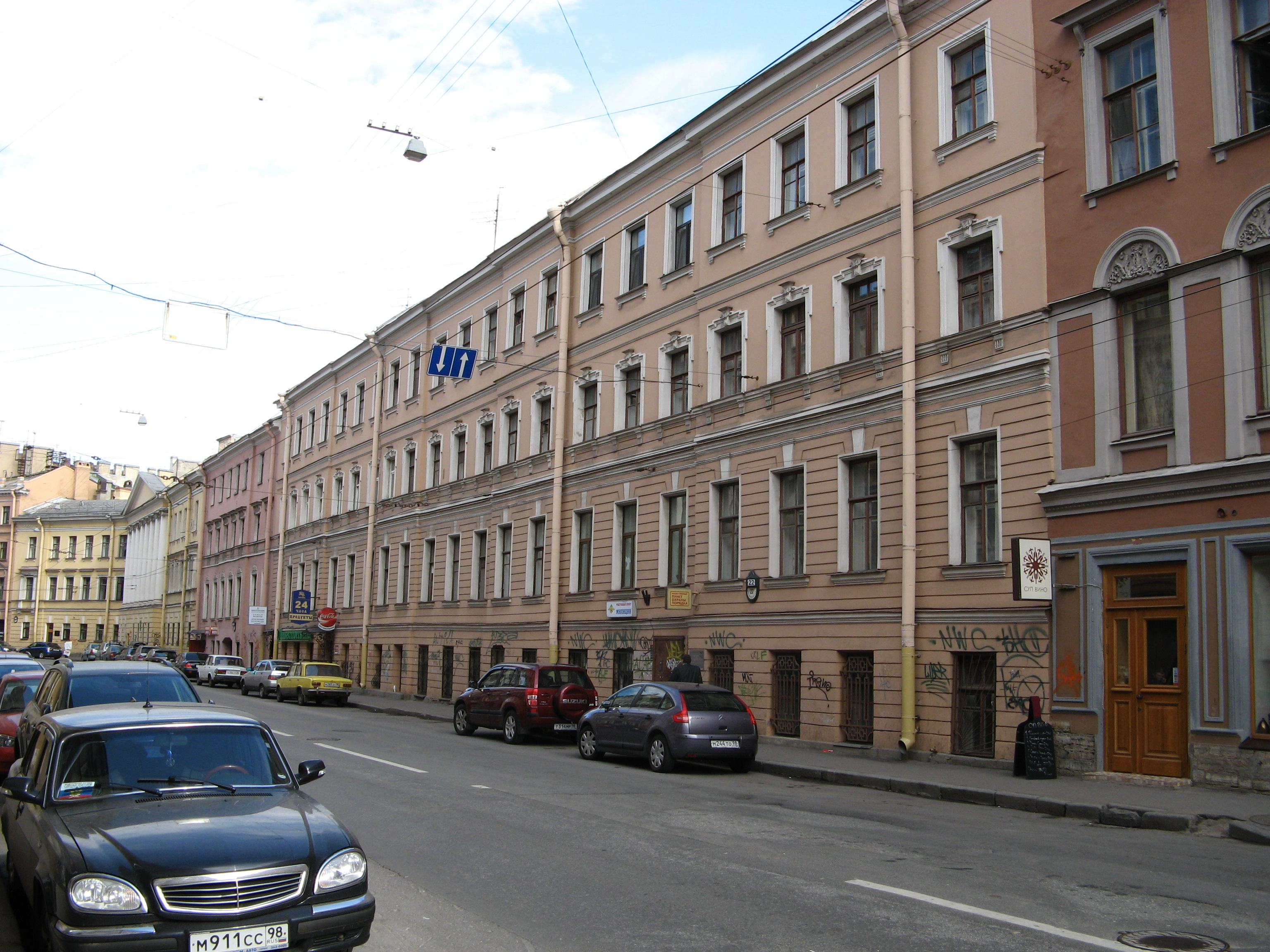
«Дом Бруни» (Казанская улица, 22)

- Дом № 24 (наб. канала Грибоедова, 47, Гороховая ул., 24) — «дом Черткова» (по фамилии домовладельца И. Д. Черткова), построен в конце XVIII века, в 1840 году перестроен архитектором А. Х. Пелем. Со второй XIX века и до наших дней в доме традиционно располагается аптека.

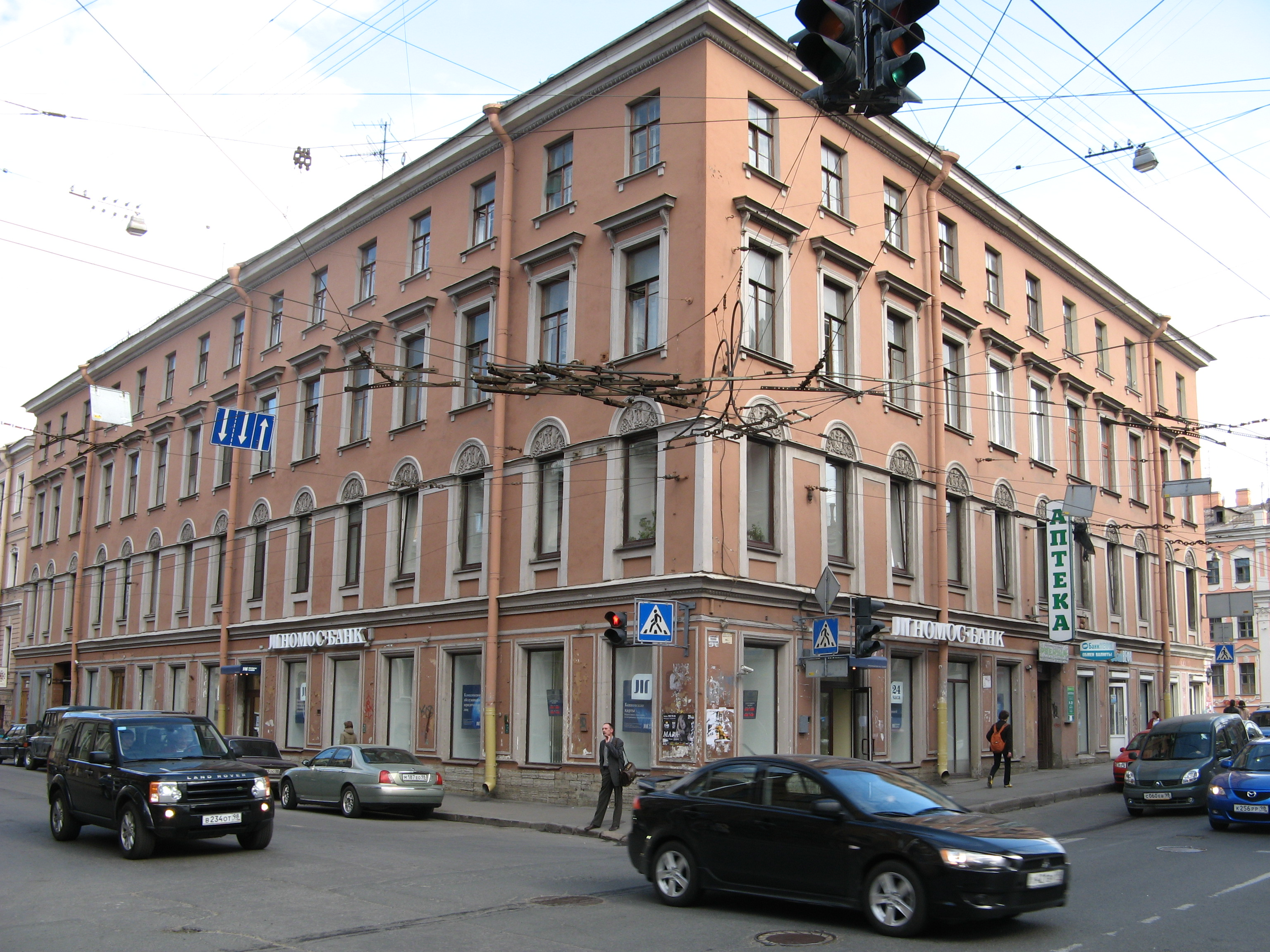
Казанская улица, 24

- Дом № 27 (пер. Гривцова, 12) — в здании с начала XIX века помещалась губернская гимназия, затем — Высшее училище, с начала 1830-х годов — 2-я мужская гимназия, затем школа № 232, ныне — вновь 2-я гимназия. В ней учились сыновья А. С. Пушкина, А. Ф. Кони, Н. Н. Миклухо-Маклай, Д. Благоев и другие.  7831913000
- Дом № 27 (пер. Гривцова, 7) — дом Артемьевых, кон. XVIII — нач. XIX вв.  7831914000

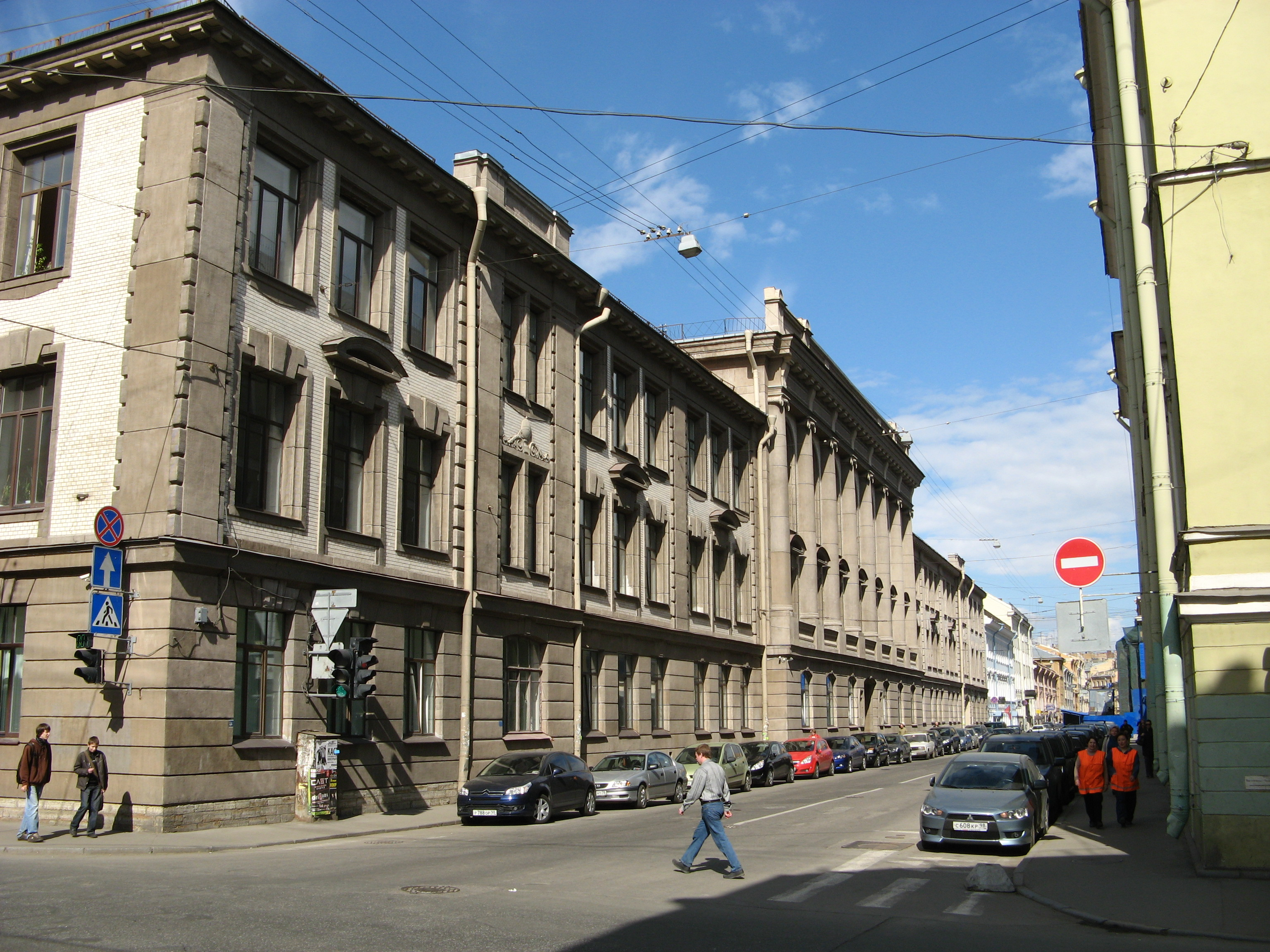
Вторая Санкт-Петербургская гимназия (Казанская улица, 27)

- (Дом № 28) (наб. канала Грибоедова, 51) — по этому адресу находилось здание Пробирной палаты и Пробирного училища, построенное в конце XVIII века и ныне разрушенное.
- Дом № 29 (пер. Гривцова, 5) — здание перестроено по проекту архитектора Р. А. Гёдике.

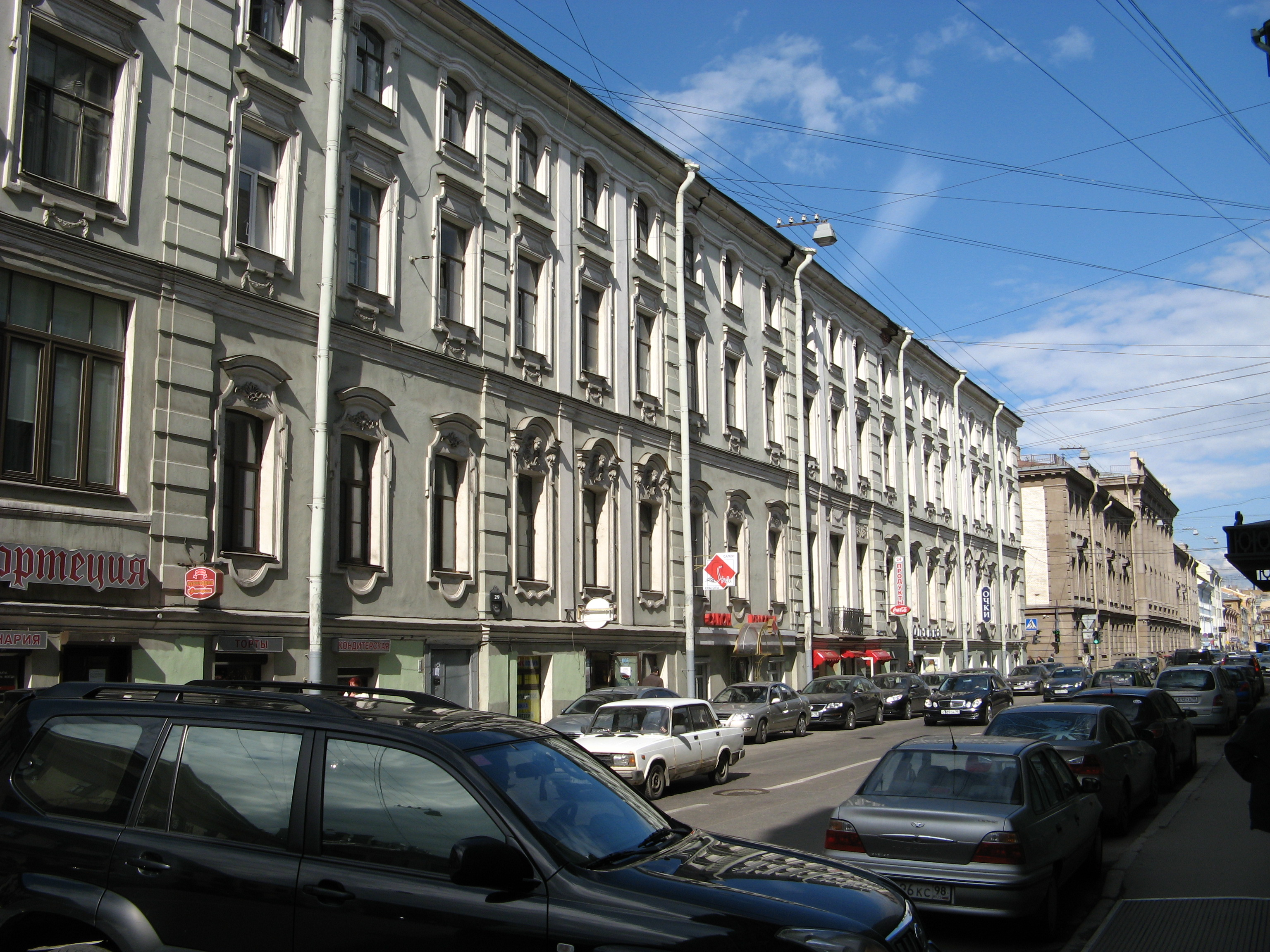
Казанская улица, 29

- Дом № 30-32 (наб. канала Грибоедова, 55, пер. Гривцова, 14-16) — здание Государственного заёмного банка, построено в 1790—1793 годах по проекту архитектора Л. Руска. На стене дома расположена мемориальная доска — «Высота воды 7 ноября 1824 года».
- Дом № 31 (пер. Антоненко, 10) — здание в стиле классицизма, построенное во второй половине XVIII века.

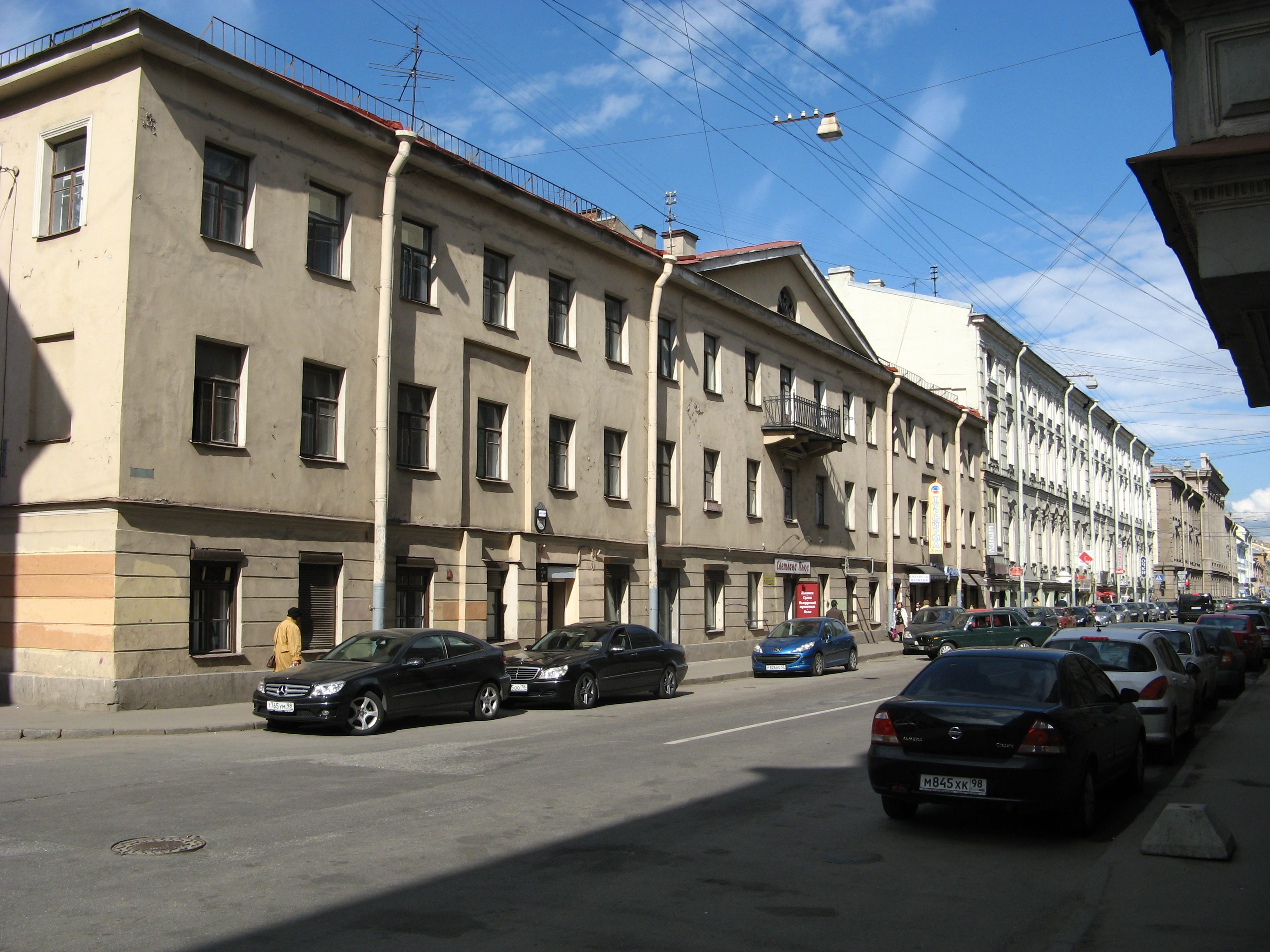
Казанская улица, 31

- Дом № 33 — доходный дом дворян Жербиных.
- Дом № 34 (пер. Гривцова, 7) — «дом Артемьевых», построен в конце XVIII века.
- Дом № 36 — здание головного офиса и архива АО «Ленстройреставрация», построенное в 1988 году.
- Дом № 37 (Вознесенский пр., 16, лит. Ж) — манеж Школы гвардейских подпрапорщиков и кавалерийских юнкеров, здание построено в 1828 году по проекту арх. А. Е. Штауберта. В конце XIX века в здании размещалась церковь св. Николая Чудотворца при лейб-гвардейском 3-м стрелковом полку[2].

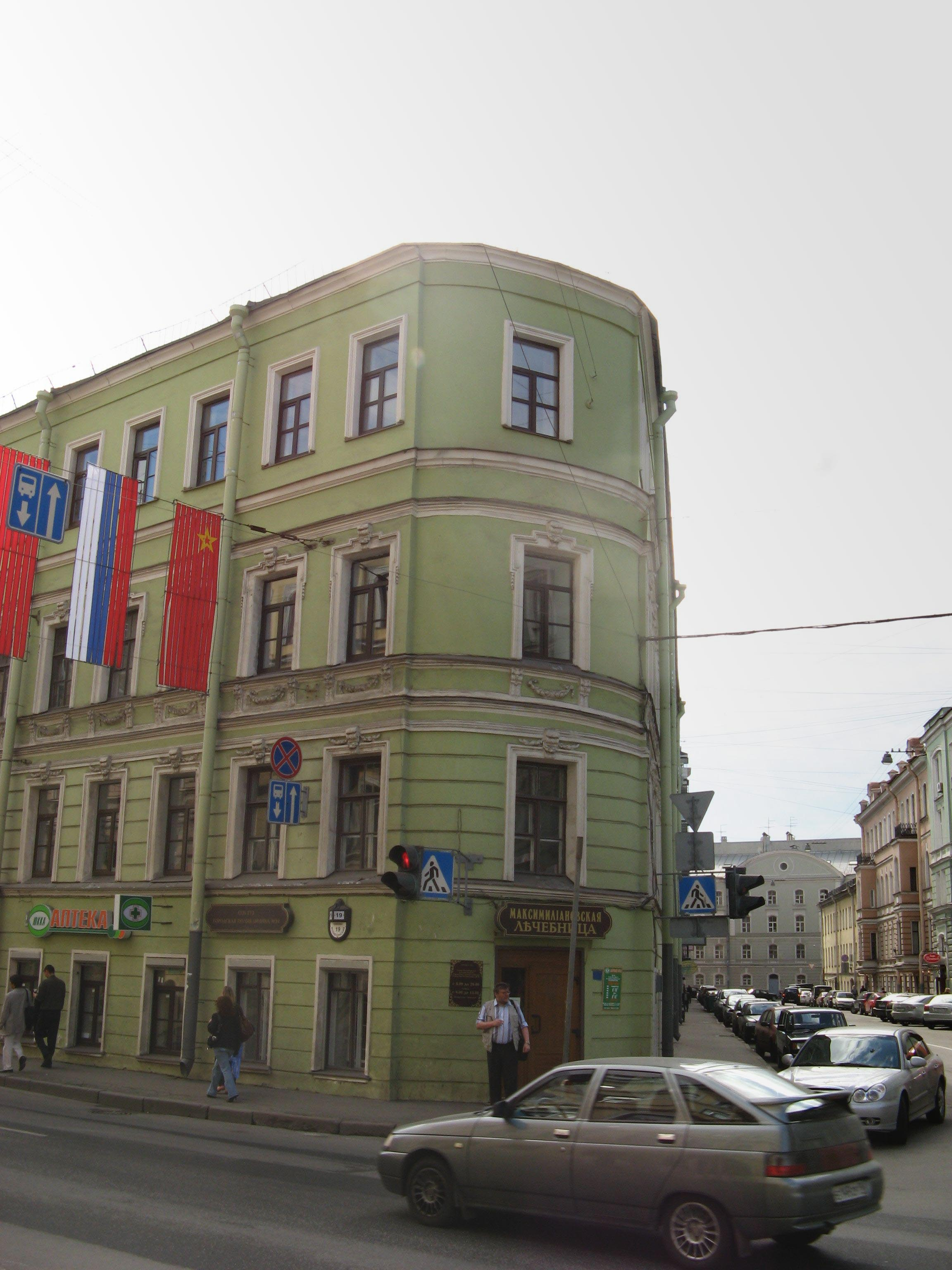
Здание Максимилиановской лечебницы (Казанская улица, 54)

- Дом № 39 — «дом Иохима» (по фамилии владевшего домом в середине XIX века каретного мастера И. А. Иохима), построенный в первой четверти XIX века в стиле классицизм. Здесь с апреля 1828 года по май 1829 года жил польский поэт А. Мицкевич. С апреля по июль 1829 года в доме жил Н. В. Гоголь. В этом же доме жил русский литературный критик и философ Н. Н. Страхов[3].  7831916000
- Дом № 40 — до 1904 года в здании размещалось представительство компании «Зингер». На здании установлена мемориальная доска: «Здесь помещался в 1905 г. профессиональный союз конторщиков-бухгалтеров».
- Дом № 42 — «дом Сюзора» (по фамилии владельца дома, архитектора П. Ю. Сюзора), здание построено в первой трети XIX века[2].  7831915000
- Дом № 45 (Вознесенский пр., 15-17) — «дом Тура» (по фамилии домовладельцев), здание в эклектическом стиле, построенное в 1860—1861 годах (архитектор Е. А. Тур). В марте 1908 года по этому адресу располагалась типография И. Флейтмана, где печатался, в том числе, журнал «Пожарное дело»[4].
- Дом № 48 (Столярный пер., 1) — здание в стиле сталинского неоклассицизма. В 1964—1966 годах в доме размещалась 239 физико-математическая школа.
- Дом № 54 (Вознесенский пр., 19) — здание Максимилиановской лечебницы, первой в России лечебницы для приходящих больных, прообраза современных поликлиник, открытой 15 апреля 1850 года.
- Дом № 60 (Фонарный пер., 18, наб. канала Грибоедова, 83) — «дом Лихачёва», построенный в 1911—1912 годах (архитектор К. Н. Де Рошфор)[2].

## Пересечения
- Невский проспект
- Казанская площадь
- Переулок Сергея Тюленина
- Гороховая улица
- переулок Гривцова
- переулок Антоненко
- Столярный переулок
- Вознесенский проспект
- Фонарный переулок

## Транспорт
На участке от Невского проспекта до Гороховой улицы организовано троллейбусное движение.